# Kumiko Suekane
Kumiko Suekane (japanisch スエカネ クミコ Suekane Kumiko, * 4. November) ist eine japanische Mangaka. Sie publiziert auch unter den Namen Macho, Ryo Mutobe und Cinnamon sowie als Teil des Dōjinshi-Zirkels Little Garden.

## Werdegang und Werk
Als Suekanes erstes kommerziell veröffentlichtes Werk kam 2004 Birikketsu no Mahō im Magazin Be x Boy heraus, das zusammen mit anderen Kurzgeschichten auch als Sammelband erschien. Wie ihre anderen frühen Kurzgeschichten handelt es sich um einen Boys Love, eine Liebesgeschichte zwischen zwei Männern, an der Oberschule oder unter jungen Erwachsenen. Nach dem Debüt folgten weitere kurze Serien. Darunter Blood+ Adagio, eine Manga-Umsetzung zu einer Anime-Fernsehserie, die ein romantisches Vampir-Drama erzählt. Die Serie erschien 2009 beim Carlsen Verlag auf Deutsch. Ebenfalls auf Deutsch erschien Suekanes Serie Versailles of the Dead von 2016 bis 2020, nun verlegt von Tokyopop. Das im 18. Jahrhundert angesiedelte Mystery-Abenteuer erzählt von Albert von Österreich, der nach einem Zombie-Angriff die Rolle seiner Schwester Marie Antoinette einnehmen muss.
Suekanes bisher längste Serie ist Hōkago no Charisma, das in den Jahren 2008 bis 2014 auf einen Umfang von zwölf Bänden kam. Zusätzlich erschien mit Hōkago no Karichuma ein Ableger. Die Science-Fiction-Geschichte erzählt von einer exklusiven Oberschule, die von Klonen historischer Persönlichkeiten besucht wird. Neben ihren kommerziellen Serien veröffentlichte Suekame viele Fancomics zu bekannten Serien im Selbstverlag, sogenannte Dōjinshi, teils im Zirkel mit anderen Künstlerinnen. Vorlagen dieser Geschichten waren Final Fantasy XII, Haikyu!!, Naruto sowie Tiger & Bunny. Es handelt sich durchweg um homoerotische Geschichten (Yaoi).

## Bibliografie (Auswahl)
- Birikketsu no Mahō (びりっけつの魔法, 2004, 1 Band)
- Hajimari no Glashma (はじまりのグラシュマ, 2006, 1 Band)
- Blood+ Adagio (2006, 2 Bände)
- Seijō Kōchakan no Jijō (成城紅茶館の事情, 2006–2007, 1 Band)
- Pasocon no Pa wa Pantsu no Pa (パソコンのパはぱんつのぱ, 2007, 1 Band)
- Pretty Mania (2007–2008, 1 Band)
- Hōkago no Charisma (放課後のカリスマ, 2008–2014, 12 Bände)
- Retsujō (放課後のかりちゅま, 2010, 1 Band)
- Hōkago no Karichuma (放課後のかりちゅま, 2010–2012, 1 Band)
- 2DK (2011–2014, 3 Bände)
- Versailles of the Dead (2016–2020, 5 Bände)
- RWBY Hyōsetsu Teikoku The Comic (RWBY 氷雪帝国 THE COMIC, 2022–2023)